# Zakanale (Szewna)
Zakanale – część wsi Szewna w Polsce, położona w województwie świętokrzyskim, w powiecie ostrowieckim, w gminie Bodzechów.
W latach 1975–1998 Zakanale administracyjnie należało do województwa kieleckiego.